# (2496) Fernandus
(2496) Fernandus (1953 TC1) – planetoida z pasa głównego asteroid okrążająca Słońce w ciągu 3,2 lat w średniej odległości 2,17 au. Odkryta 8 października 1953 roku.